# 51 del Pegàs b
51 del Pegàs b (51 Pegasi b) o Dimidium, també anomenat Gliese 882 b, HD 217014 b, HIP 113357 b o HR 8729 b, és un planeta extrasolar que orbita al voltant de l'estrella nana groga 51 del Pegàs, a aproximadament 50,1 anys llum de distància a la Terra. Forma part d'un sistema planetari, del qual, fins ara, és l'únic planeta. Fou el primer planeta extrasolar descobert al voltant d'una estrella. La descoberta tingué lloc el 1995 emprant mesures de la velocitat radial de l'estrella, essent els descobridors els astrònoms suïssos Michel Mayor i Didier Queloz, que reberen per aquest treball el Premi Nobel de Física el 2019. També fou el primer exoplaneta del qual s'observà el 2015 el seu espectre visible per detecció directa de la llum del seu estel reflectida per la seva superfície.

## Descobriment

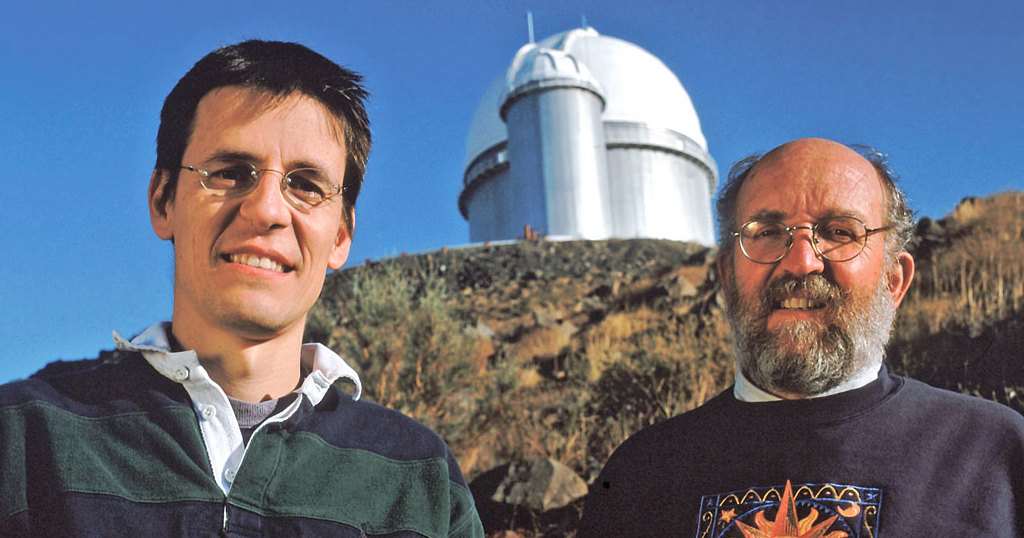
Didier Queloz (esquerra) i Michel Mayor (dreta) a l'Observatori de la Silla el 2012.

51 del Pegàs b fou descobert el 6 d'octubre del 1995 a França, essent el primer planeta descobert fora del sistema solar orbitant al voltant d'un estel similar al Sol. El 1992 l’astrònom polonès Aleksander Wolszczan (1946) i l’astrònom canadenc Dale A. Frail (1961) havien anunciat la descoberta d’un sistema de tres planetes, bé que no giraven al voltant d'una estrella, sinó que ho feien al votant d’un púlsar, un objecte compacte romanent d’una explosió de supernova. Els astrònoms que publicaren la recerca del 51 del Pegàs b a la revista Nature foren els suïssos Michel Mayor (1942) i Didier Queloz (1966) de l'Observatori de Ginebra, de la Universitat de Ginebra. La troballa fou casual, ja que Queloz duia a terme una anàlisi de dades recollides a l'Observatori de l'Alta Provença, França, amb l'espectrògraf d'alta precisió anomenat ELODIE, en el marc de la seva tesi doctoral.

Queloz descobrí que les variacions de la velocitat radial de l'estrella 51 Pegasi eren compatibles amb l'efecte produït per un planeta semblant a Júpiter, molt massiu, orbitant molt a prop seu i amb un període extremadament curt, de només 4,23 dies, mai observat en cap cos. Aquest fet dugué a la revisió de dades anteriors d'altres estrelles per part d'astrònoms com els estatunidencs Geoffrey Marcy (1954) i R. Paul Butler (1960). Aquests científics pogueren interpretar les seves dades com efectes de planetes extrasolars i descobriren els exoplanetes 70 de la Verge b i 47 de l'Ossa Major b. Fou el punt de partida de la recerca de planetes extrasolars i, a finals del 2023, ja s'havia superat la xifra de 5 500 exoplanetes descoberts.

Detecció d'exoplanetes pel mètode de la mesura de la velocitat radial de les estrelles.

El mètode emprat fou el de la velocitat radial. Aquest mètode es basa en les mesures de la velocitat radial de les estrelles, és a dir, de la velocitat de les estrelles en la línia de visió d’un observador situat a la Terra. El fenomen era ben conegut des de feia temps en l'estudi de les estrelles binàries.
Qualsevol exoplaneta descriu una òrbita al voltant de la seva estrella amb unes propietats determinades, com ara el període orbital, la distància i l'excentricitat orbital. Però cal tenir en compte que l’estrella no resta immòbil en el decurs d’aquesta òrbita planetària, sinó que en descriu una altra de complementària com a efecte reflex. De fet, tant el planeta com l’estrella orbiten al voltant del centre de masses comú del sistema, però com que l’estrella és molt més gran que el planeta, aquest centre de masses se situa al seu interior. Això fa que des de la Terra s'observi l’estrella allunyar-se i apropar-se alternativament. En orbitar el planeta una estrella provoca un petit desplaçament de la posició de l'estrella, un balanceig, de forma periòdica, causat per l'atracció gravitatòria entre ambdós cossos que depèn de la massa dels cossos {\displaystyle M} i {\displaystyle m} i de la distància que separa els seus centres {\displaystyle r} segons la llei de la gravitació universal de Newton:

Simulació del moviment de l'exoplaneta i el seu estel que provoca un moviment periòdic en la posició de les línies espectrals de la llum que ens arriba de l'estrella.

{\displaystyle F=G{\frac {Mm}{r^{2}}}}on {\displaystyle G} és la constant de gravitació universal.
Si hom mesura la llum que arriba a la Terra veu un molt lleuger desplaçament per efecte Doppler de les línies de l'espectre a causa del fet que l'estrella es mou lleugerament apropant-se a la Terra i allunyant-se d'ella. D'aquestes dades hom pot deduir l'existència de planetes extrasolars. Els efectes són més elevats quan el planeta té una elevada massa i està molt pròxim a l'estrella, ja que així la força que exerceix és més elevada. Per aquesta raó els exoplanetes descoberts amb aquesta tècnica són d'aquest tipus, i se'ls anomena Júpiters calents.

## Nom

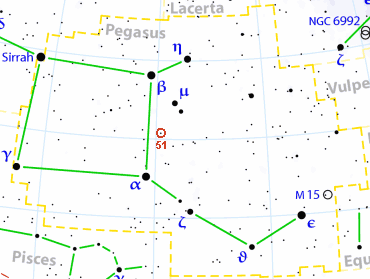
Localització de l'estrella 51 Pegasi a la constel·lació del Pegàs.

La designació astronòmica d'aquest planeta extrasolar és 51 del Pegàs b segons la nomenclatura de Flamsteed, és a dir, el seu estel és segons el catàleg de l'astrònom anglès John Flamsteed (1646-1719) el 51 de la constel·lació del Pegàs; i la «b», es deu al fet que és el primer planeta descobert en aquest sistema. L'«a», correspon a l'estel al voltant del qual orbita, però no s'empra. Si es descobrissin més planetes en el sistema, rebrien la designació de «c», «d», «e»… segons l'ordre del seu descobriment, i no pas el de la seva proximitat al seu estel. La Unió Astronòmica Internacional l'ha anomenat Dimidium, del llatí «dimidium» que significa ‘la meitat’, referint-se a la massa del planeta d'almenys la meitat de la massa de Júpiter.
Altres noms del planeta segons diferents catàlegs astronòmics són: Helvetios b, Gliese 882 b, GJ 882 b, HR 8729 b, BD +19°5036 b, HD 217014 b, LTT 16750 b, NLTT 55385 b, GCTP 5568.00 b, SAO 90896 b, HIC 113357 b, HIP 113357 b, GC 32003 b, 2MASS J22572795+2046077 b, TIC 139298196 b, TYC 1717-2193-1 b, WDS J22575+2046A b.

## Característiques

### L'estel
51 del Pegàs és un estel un poc més gros que el Sol, amb un radi d'1,187 vegades el radi del Sol, i una massa 1,069 vegades superior, per tant d'unes mides molt semblants al Sol. Com el Sol és una nana groga, del tipus espectral és G5V (el Sol el té G2V).

### Òrbita

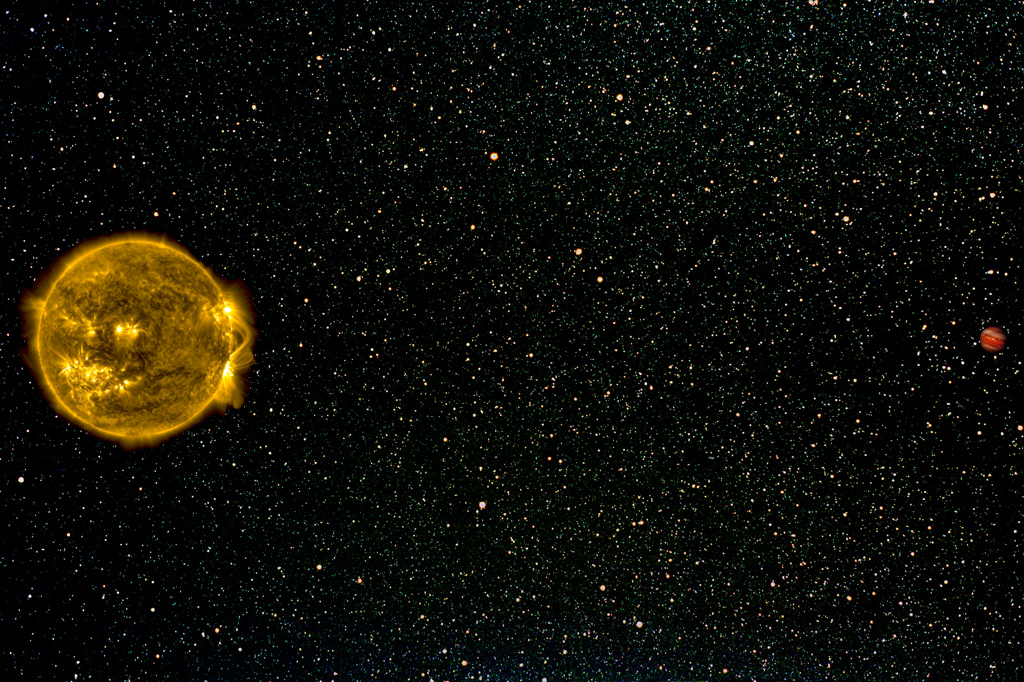
El sistema planetari de l'estel 51 del Pegàs a escala.

L'òrbita de 51 del Pegàs b és pràcticament circular amb una excentricitat orbital de 0,0042. A causa de la distància a la qual 51 del Pegàs b orbita al voltant del seu estel, de només 0,0527 ua, o el que seria el mateix, 7,8 milions de quilòmetres, té una velocitat orbital elevada. D'acord amb la 3a llei de Kepler el període al quadrat és proporcional al radi orbital al cub: {\textstyle T^{2}=ka^{3}} i el període de 51 del Pegàs b és de 4,230 78 dies terrestres o 0,011 583 anys terrestres. Aquest baix període fa que la velocitat en la qual orbita sigui molt elevada, ja que {\displaystyle v=2\pi a/T}, assolint els 136 km/s (la Terra es mou a només 29,89 km/s, 4,5 vegades més lenta). També per la distància de l'òrbita al voltant de 51 del Pegàs, el planeta estaria fortament lligat a causa de la gravetat al seu estel, cosa que fa que sempre ensenyi la mateixa cara, un acoblament de marea.
51 Peg b representà una gran sorpresa, ja que es tracta d’un objecte amb una massa semblant a la de Júpiter, però que orbita 20 vegades més a prop de la seva estrella del que ho fa la Terra respecte del Sol. Aquest fet contradeia el paradigma de les teories de formació planetària existents aleshores, que predeien la impossibilitat que es formés un planeta per dins de l’anomenada línia de congelament, que se sol trobar a unes 3 ua. 51 Peg b passà a ser el representant d’una nova classe de planetes anomenats Júpiters calents, i se suposa que aquests exoplanetes es formen a distàncies més allunyades i, després, migren a una òrbita més propera degut a forces de fregament amb restes del disc protoplanetari.

### Superfície

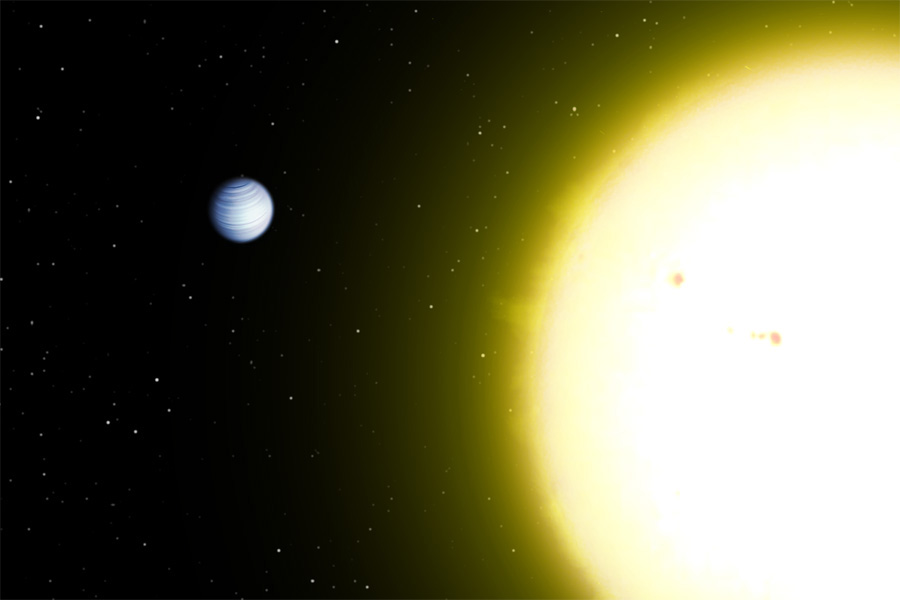
Interpretació artística de 51 Pegasi b al costat del seu estel.

51 del Pegàs b té una massa mínima aproximadament de 0,472 masses jovianes, o el que seria equivalent, 150 masses terrestres. Aquesta massa i l'escassa distància que el separa del seu estel, el converteix en un exoplaneta del tipus Júpiter ardent. Aquest tipus de planetes extrasolars són cossos amb una massa igual o similar a la de Júpiter, el gegant gasós del sistema solar, i que orbita a una relativament petita distància del seu estel, normalment inferior als 0,5 ua. La distància tan curta que el separa dels seus estels fa que els Júpiters ardents se sobreescalfin en unes elevadíssimes temperatures. Es calcula que la seva superfície arriba fins a l'alarmant temperatura de 1 265 K o 992 °C, que supera per 5,8 vegades el planeta més escalfat del sistema solar, Venus, amb 737 K o 464 °C.

### Atmosfera
Al principi del seu descobriment, es pensava que 51 del Pegàs b, era un planeta tel·lúric, però, a causa de la massa que posseeix, és molt probable que sigui un planeta gasós. A la distància a la qual es troba del seu estel, probablement rebi ejeccions de massa coronària, és a dir, gasos incandescents que deixen anar les estrelles. Si això és així, les ejeccions hauran volatilitzat part dels gasos més lleugers, i alguns gasos més densos.
La composició de la seva atmosfera ha estat estudiada espectroscòpicament i s'hi ha detectat monòxid de carboni CO i aigua H2O, però no metà CH4 ni diòxid de carboni CO2, molècules aquestes relacionades amb el cicle del carboni.
Coordenades:  22h 57m 27,9s; +20° 46′ 08″